# أسقف تشستر
أسقف تشستر (بالإنجليزية: Bishop of Chichester) مطران كنيسة إنكلترا في أبرشية تشستر الواقعة في مقاطعة كانتربري. تمتد الأبرشية في شرق سسكس وغربها. محل إقامة الأسقف هو قصر تشستر.